# Gumby
Gumby là một nhân vật hoạt hình bằng đất sét hình người màu ngọc bích, là nhân vật chính của một loạt 233 tập phim của truyền hình Mỹ kéo dài trong khoảng thời gian 35 năm. Gumby được tạo cử động bằng cách sử dụng công nghệ phim hoạt hình đất sét "chuyển động-dừng lại".
Gumby được tạo bởi Art Clokey khi còn là sinh viên tại Đại học Nam California. Clokey và vợ Ruth (née Parkander), đã tạo ra Gumby vào đầu những năm 1950s tại nhà mình sau khi Art kết thúc khóa học về làm phim tại USC. Phim hoạt hình đầu tiên của Clokey là bộ phim dài 3 phút với tên Gumbasia.

## Link ngoài
- Gumby trên Youtube